# Palustriella commutata
Palustriella commutata, besser auch bekannt unter seinem alten Namen Cratoneuron commutatum, ist ein pleurokarpes Laubmoos, das vor allem an nassen, kalkreichen Standorten vorkommt. Es lagert Kalk an und kann so zur Bildung von Kalktuff führen.

## Beschreibung
Es handelt sich um meist mehr oder weniger regelmäßig einfach gefiederte Moose, die hängend, kriechend oder aufsteigend wachsen können. Die Pflanzen können Längen bis ca. 10 Zentimeter erreichen, an vielen Standorten sind allerdings nur die letzten Zentimeter grün, während der untere Teil bereits vollkommen von Kalk überdeckt ist.
Die Stämmchen sind dicht mit Paraphyllien bedeckt, welche die Form einzelliger Fäden haben. Meist sind sie stark kalkinkrustiert. Je älter die Pflanzen werden, desto mehr Kalk hat sich in der Regel abgelagert.
Die längsfaltigen Blätter besitzen eine breite Basis, die im oberen Teil des Blatter mehr oder weniger plötzlich in eine lange Spitze übergeht. Die Blätter sind in der Regel deutlich einseitswendig gekrümmt. Der Blattrand ist meist gesägt. Die Blattrippe reicht bis in die Blattspitze. Die Zellen der Blattspreite sind prosenchymatisch und ca. 6- bis 10-mal so lang wie breit. Diese Merkmale können bei der sehr variablen Art allerdings recht unterschiedlich stark ausgeprägt sein.

## Verbreitung und Standortansprüche

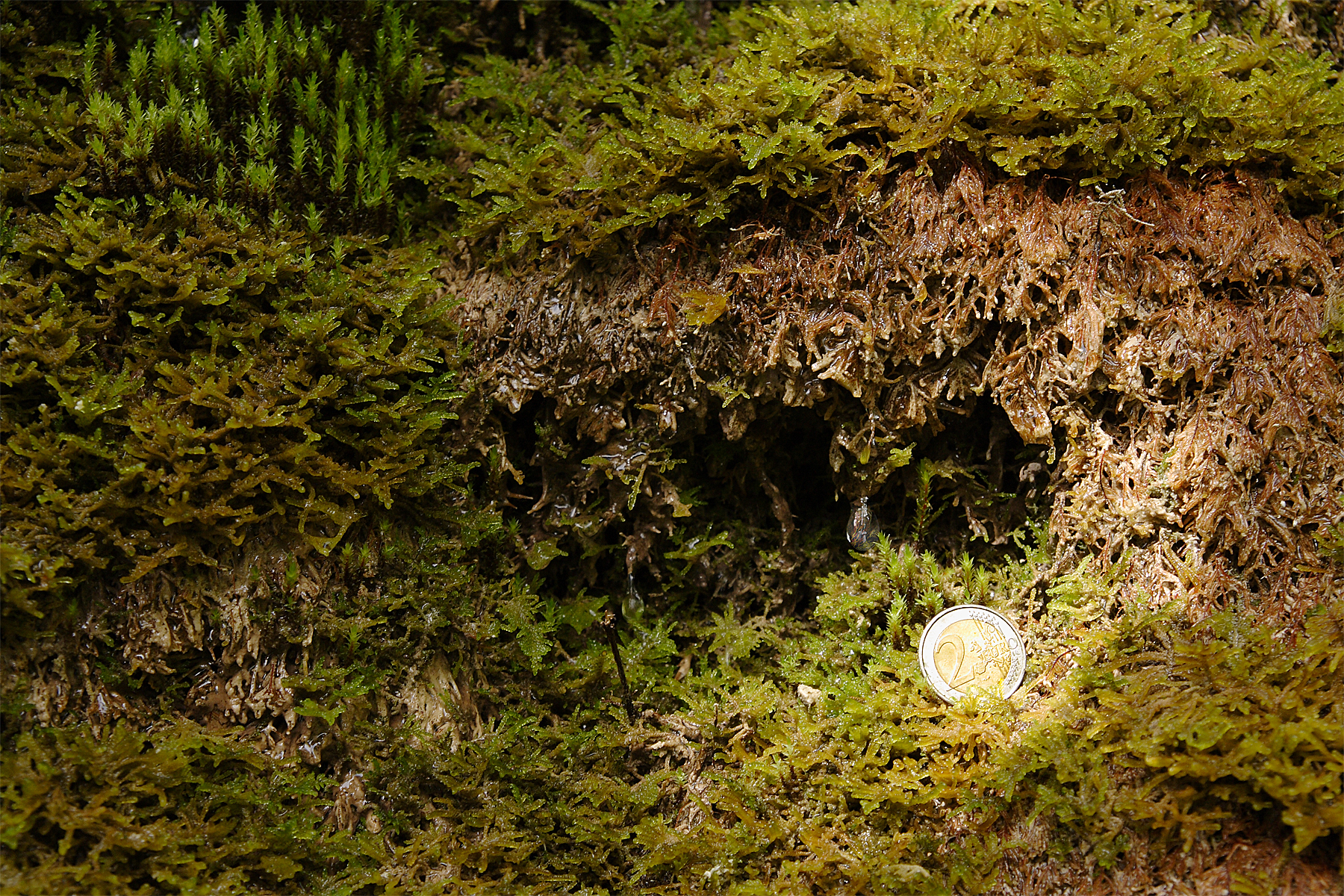
Häufige Kalktuffbildung in Karstgebieten Deutschlands

Die Art kommt in den gemäßigten Teilen der Nordhemisphäre vor (Eurasien, z. B. Dinarische Alpen und Schwäbische Alb; Nordamerika; Nordafrika). Allerdings werden die Varietäten dieser drei Kontinente auch manchmal als eigene Arten aufgefasst.
Man findet das Moos stets an nassen kalkreichen Standorten, vor allem an Quellen und Wasserfällen in Kalkgebieten oder in Kalksümpfen. An solchen Standorten kann es Massenvegetationen bilden.

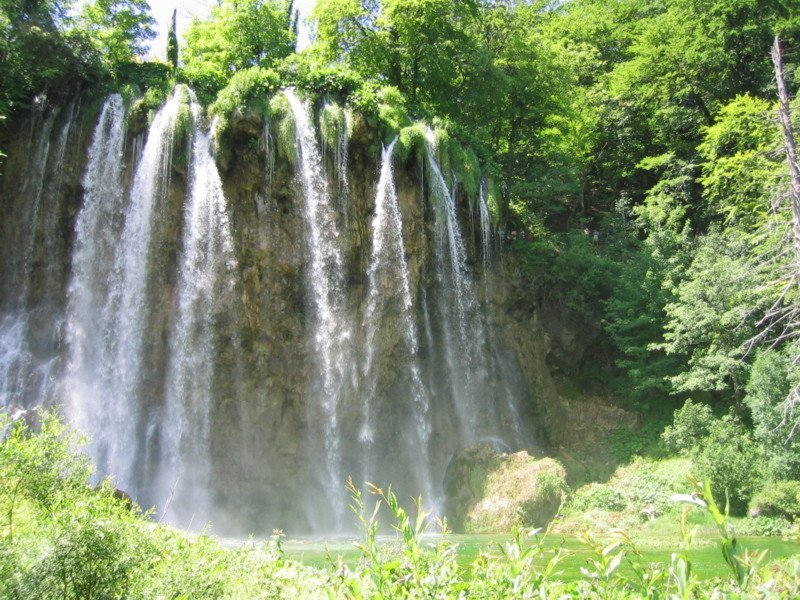
Ein von Palustriella commutata gebildeter Wasserfall im Nationalpark Plitvicer Seen.

## Die Art als Kalktuffbildner
Zwischen den Blättchen und den Paraphyllien des Mooses kann sich Kalk ablagern. Dies geschieht, indem das Moos dem Wasser Kohlendioxid entzieht. Hierdurch sinkt die Löslichkeit von Calciumcarbonat, das dann ausfällt und sich an der Pflanze anlagert. Auf diese Weise entsteht im unteren Bereich des Moospolsters fester Kalktuff, während die Pflanzen im oberen Teil weiterwachsen. Es können pro Jahr mehrere Zentimeter Kalk abgelagert werden.
Hierdurch wachsen Wasserfälle mit Palustriella commutata typischerweise nach vorne und bilden Überhänge, oder nach oben, wodurch sich staudammähnliche Barrieren bilden können.